# Рива-дель-Гарда
Рива-дель-Гарда, (італ. Riva del Garda, вен. Riva del Garda) — муніципалітет в Італії, у регіоні Трентіно-Альто-Адідже,  провінція Тренто.
Рива-дель-Гарда розташована на відстані близько 470 км на північ від Рима, 29 км на південний захід від Тренто.
Населення — 16 859 осіб (2014).
Щорічний фестиваль відбувається 15 серпня, 30 листопада. Покровителька — Богородиця Небовзята.

## Демографія
Населення за роками:

Станом на 1 січня 2023 року в муніципалітеті офіційно проживало 2065 іноземців з 77 країн, серед них 657 громадян країн Євросоюзу та 86 громадян України.

## Уродженці
- Густаво Каррер (*1885 — †1968) — італійський футболіст, нападник, згодом — футбольний тренер.

## Сусідні муніципалітети

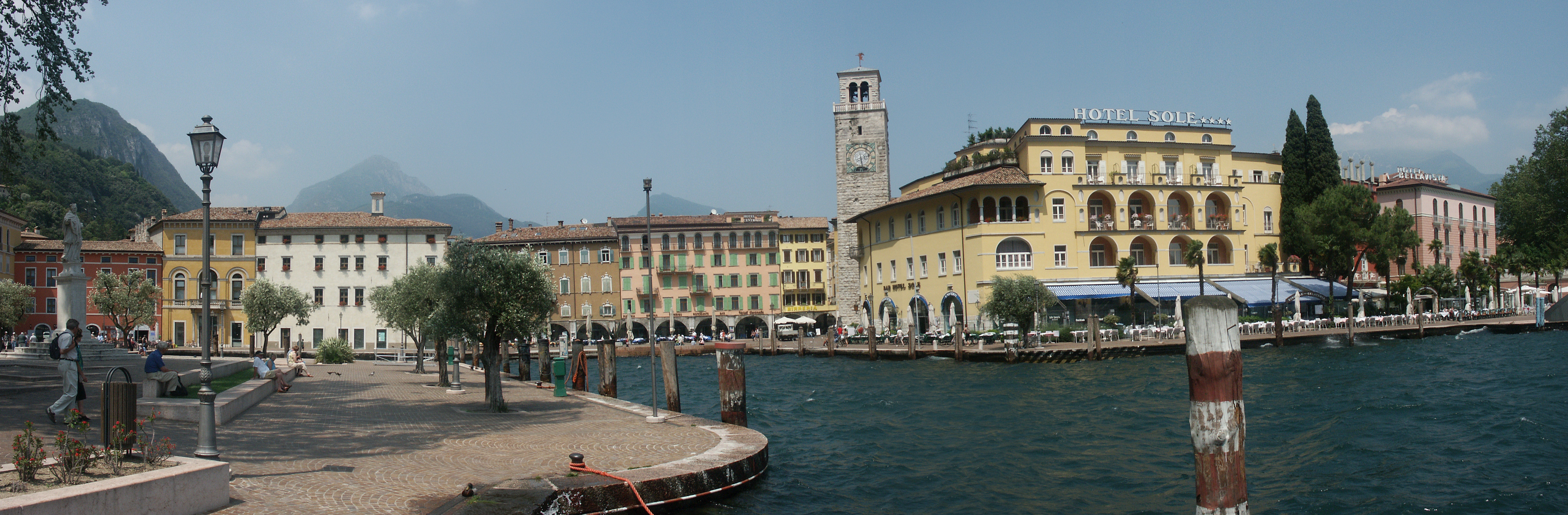

- Арко
- Кончеї
- Лімоне-суль-Гарда
- Мальчезіне
- Моліна-ді-Ледро
- Наго-Торболе
- П'єве-ді-Ледро
- Тенно